# تیپ ۱۵ امام حسن
تیپ ۱۵ نیروی ویژه امام حسن مجتبی از تیپ‌های نیروی ویژه نیروی زمینی سپاه پاسداران انقلاب اسلامی است، که ستاد فرماندهی آن در شهر بهبهان، استان خوزستان مستقر می‌باشد. پیشینه شکل‌گیری این یگان به سال ۱۳۶۱ در خلال جنگ ایران و عراق و پس از عملیات رمضان بازمی‌گردد و نخستین فرمانده و بنیانگذار آن حسن درویشی بود. این تیپ در خلال جنگ، در عملیات‌های محرم، ظفر ۱، والفجر مقدماتی، والفجر ۸، والفجر ۹ و کربلای ۱ به‌عنوان یگان عمل‌کننده در نبرد شرکت داشت. در مردادماه ۱۳۶۵، پنج گردان از تیپ ۱۵ به تیپ ۴۸ فتح و ۴ گردان آن به لشکر ۷ ولی‌عصر منتقل شدند و این تیپ منحل گردید. پس از پذیرش قطعنامه ۵۹۸ و پایان جنگ، این یگان با عنوان تیپ ۱۵ نیروی ویژه امام حسن، تحت امر نیروی زمینی سپاه تشکیل شد و همچنان به فعالیت خود ادامه می‌دهد. در خلال جنگ ۵۴۲ نفر از اعضای این تیپ کشته شدند. هم‌اکنون سرتیپ‌دوم پاسدار نوشاد آبداری فرماندهی تیپ ۱۵ امام حسن را برعهده دارد.